# Michelle Leclerc
Michelle Leclerc (* 30. April 1939; † 12. September 2006) war eine französische Organistin.

## Leben
Michelle Leclerc studierte bei Jean Langlais. Sie gewann das Diplôme de virtuosité der Schola Cantorum in Paris und den Grand Prix d’Interprétation et d’Improvisation Charles Tournemire der Association des Amis de l’Orgue de Paris. Sie ergänzte ihre Ausbildung durch Improvisationsstudien bei Pierre Cochereau.
Sie wirkte als Titularorganistin an der Kathedrale von Sens und als Co-Titularorganistin an der lutherischen Kirche Église des Billettes. Ab 1991 lehrte sie als Dozentin für Orgel am Conservatoire National de Valenciennes und an der Schola Cantorum Paris. Sie spielte im Laufe ihrer Karriere über 600 Solokonzerte. Mehrere davon wurden durch den Rundfunk übertragen.

## Kompositionen (Auswahl)
- Scherzino, Cantilèna et Toccata (1986/1987)
- Un Carillon, Manuskript
- Toccata, Verlag Musiscript

Die Toccata von Michelle Leclerc wurde mehrfach auf Ton- und Videodokumenten eingespielt. Die amerikanische Organistin Diane Bish spielte sie mehrfach in ihren Sendungen von The Joy of Music ein, u. a. an der Sankt Nikolai kyrka in Stockholm, der Stiftskirche St. Gallen, am Martinsmünster Colmar, am Salzburger Dom, an der Orgel des Blenheim Palace und an der United States Air Force Academy Cadet Chapel.

## Tondokumente
- Trompette et Orgue. Mit Antoine Cure, Trompete. LP, 1981.
- Jeanne Demessieux. CD, Motette Ursina, 1992.
- Mozart. CD, Aeolus, 1997.
- Langlais. CD, Ifo Records, 2007.
- Orgelrecital Michelle Leclerc. LP, Festivo.
- Alexandre Boëly, Robert Schumann. LP, Festivo.
- Aux grandes orgues van den heuvel à ridderkerk et strijen (hollande). LP, Festivo.
- L’Orgue Mühleisen de l’Église Luthérienne des Billettes à Paris. LP, Classique Auvidis.
- Aux grandes orgues de la cathédrale de Sens. LP, Le Kiosque d’Orphée.
- Bespeelt Het Van Den Heuvel Orgel Te Nieuwpoort. LP, Festivo.
- L’Orgue Virtuose. LP, Medias Music.
- Rendez-vous met Michelle Leclerc. LP, BMG.
- Aux Orgues de Masevaux. CD, MKI, 1990.